# Hirtodrosophila hannae
Hirtodrosophila hannae är en tvåvingeart som först beskrevs av Bock och Michael J. Parsons 1978.  Hirtodrosophila hannae ingår i släktet Hirtodrosophila och familjen daggflugor. Inga underarter finns listade i Catalogue of Life.